# 24 سبتمبر
- السبت
- الأحد
- الاثنين
- الثلاثاء
- الأربعاء
- الخميس
- الجمعة

- 307 ربيع الأول 1447  هـ
- 318 ربيع الأول 1447  هـ
- 19 ربيع الأول 1447  هـ
- 210 ربيع الأول 1447  هـ
- 311 ربيع الأول 1447  هـ
- 412 ربيع الأول 1447  هـ
- 513 ربيع الأول 1447  هـ
- 614 ربيع الأول 1447  هـ
- 715 ربيع الأول 1447  هـ
- 816 ربيع الأول 1447  هـ
- 917 ربيع الأول 1447  هـ
- 1018 ربيع الأول 1447  هـ
- 1119 ربيع الأول 1447  هـ
- 1220 ربيع الأول 1447  هـ
- 1321 ربيع الأول 1447  هـ
- 1422 ربيع الأول 1447  هـ
- 1523 ربيع الأول 1447  هـ
- 1624 ربيع الأول 1447  هـ
- 1725 ربيع الأول 1447  هـ
- 1826 ربيع الأول 1447  هـ
- 1927 ربيع الأول 1447  هـ
- 2028 ربيع الأول 1447  هـ
- 2129 ربيع الأول 1447  هـ
- 2230 ربيع الأول 1447  هـ
- 231 ربيع الآخر 1447  هـ
- 242 ربيع الآخر 1447  هـ
- 253 ربيع الآخر 1447  هـ
- 264 ربيع الآخر 1447  هـ
- 275 ربيع الآخر 1447  هـ
- 286 ربيع الآخر 1447  هـ
- 297 ربيع الآخر 1447  هـ
- 308 ربيع الآخر 1447  هـ
- 19 ربيع الآخر 1447  هـ
- 210 ربيع الآخر 1447  هـ
- 311 ربيع الآخر 1447  هـ

24 سبتمبر أو 24 أيلول أو يوم 24 \ 9 (اليوم الرابع والعشرون من الشهر التاسع) هو اليوم السابع والستون بعد المئتين (267) من السنوات البسيطة، أو اليوم الثامن والستون بعد المئتين (268) من السنوات الكبيسة وفقًا للتقويم الميلادي الغربي (الغريغوري). يبقى بعده 98 يوما لانتهاء السنة.

## أحداث
- 852 - محمد بن عبد الرحمن يتولى حكم الدولة الأموية في الأندلس خلفًا لأبيه عبد الرحمن بن الحكم.
- 1180 - وفاة الإمبراطور مانويل كومنينوس، وأدى ذلك إلى بداية انحدار الإمبراطورية البيزنطية.
- 1664 - هولندا تسلم نيو أمستردام في القارة الأمريكية لإنجلترا.
- 1706 - السويد تتخلى عن حكم بولندا.
- 1736 - الدولة العثمانية توقع اتفاقًا مع نادر شاه أكبر ولاة فارس في مدينة تفليس لتحديد الحدود بينهما.
- 1789 - الكونغرس الأمريكي يصدر قانون السلطة القضائية وتأسيس منصب النائب العام ونظام القضاء الإداري وتشكيل المحكمة العليا للولايات المتحدة.
- 1852 - أول سفينة هوائية تدار بواسطة محرك بخاري تتمكن من السفر 27 كم من باريس إلى تراب.
- 1855 - اكتشاف الجليكوجين المخزن في الكبد.
- 1905 - السويد توافق على استقلال النرويج.
- 1948 -
  - ممثلو المستعمرات البريطانية في أفريقيا يجتمعون في لندن.
  - تأسيس شركة هوندا للسيارات.
- 1957 - افتتاح ملعب كامب نو في برشلونة.
- 1963 - الولايات المتحدة تصدق على معاهدة مع المملكة المتحدة والاتحاد السوفيتي للحد من التجارب النووية.
- 1966 - إسرائيل تنشئ نفقًا جديدًا تحت المسجد الأقصى.
- 1968 - انضمام سوازيلاند إلى الأمم المتحدة.
- 1973 - غينيا البرتغالية تعلن استقلالها عن البرتغال وتغير اسمها إلى غينيا بيساو.
- 1982 - قيام خالد علوان المنتمي للحزب السوري القومي الاجتماعي، بقتل ضابط وأربعة جنود إسرائيليين في مطعم الويمبي بشارع الحمراء في العاصمة اللبنانية بيروت.
- 1987 - سوريا تفوز على فرنسا (2-1) في المباراة النهائية في كرة القدم في دورة ألعاب البحر المتوسط التي جرت في اللاذقية.
- 1996 - الولايات المتحدة وروسيا والمملكة المتحدة وفرنسا والصين يوقعون على معاهدة لوقف التجارب النووية.
- 2007 - احتجاجات مناهضة للحكومة في بورما شارك بها ما بين 30,000 و100,000 شخص، وهي تعد الأكبر منذ عشرين سنة.
- 2010 - حادث تصادم قطارين في بئر الباي في تونس يودي بحياة شخص وإصابة 57 آخرون.
- 2011 - إجراء انتخابات المجلس الوطني الاتحادي في دولة الإمارات بترشح 469 عضوًا.
- 2015 - حادثة تدافع خلال الحج في منى بالسعودية تؤدي لمقتل أكثر من 700 شخص وجرح 800 على الأقل.
- 2018 - الإعلان عن فوز مرشح المعارضة إبراهيم محمد صليح على رئيس جزر المالديف القائم عبد الله يمين في الانتخابات الرئاسية التي أجريت يوم 23 سبتمبر 2018.
- 2019 - زلزالٌ يضرب منطقة آزاد كشمير بِقُوَّة 5.6 درجات، ويتسبب بِمصرع 38 شخصًا وإصابة 723 آخرين.

## مواليد
- 15 - فيتليوس، الإمبراطور الرومانى الثامن.
- 1583 - ألبرشت فون فالنشتاين، سياسي تشيكي.
- 1884 - عصمت إينونو، رئيس تركيا.
- 1895 - أندره كورنان، طبيب أمريكي حاصل على جائزة نوبل في الطب عام 1956.
- 1896 - فرنسيس سكوت فيتزجيرالد، كاتب أمريكي.
- 1898 - هوارد فلوري، طبيب أسترالي حاصل على جائزة نوبل في الطب عام 1945.
- 1902 - روح الله الخميني، رجل دين وفيلسوف وكاتب وسياسي ومرجع ديني شيعي إيراني والقائد السابق للثورة الإسلامية في إيران.
- 1905 -
  - سيفيرو أوتشوا، عالم كيمياء حيوية إسباني حاصل على جائزة نوبل في الطب عام 1959.
- 1911 - قسطنطين تشيرنينكو، سكرتير عام الحزب الشيوعي السوفييتي.
- 1917 - عدنان مردم بك، محامي وكاتب مسرحي وشاعر سوري.
- 1922 - محمد طه، مغني مصري.
- 1923 - درية أحمد، ممثلة مصرية.
- 1924 - محمد بن عزوز حكيم، مؤرخ مغربي.
- 1940 - محمود فضيل التل، شاعر أردني.
- 1947 - محمد وفيق، ممثل مصري.
- 1951 - بيدرو المودوبار، مخرج ومؤلف إسباني.
- 1954 - ماركو تارديلي، لاعب ومدرب كرة قدم إيطالي.
- 1962 - ألي مككويست، لاعب ومدرب كرة قدم اسكتلندي.
- 1965 - منى عيسى، ممثلة كويتية.
- 1977 - بدور عبد الله، ممثلة سعودية.
- 1979 - فابيو أوريليو، لاعب كرة قدم برازيلي.
- 1980 -
  - جون أرني ريسه، لاعب كرة قدم نرويجي.
  - بيتري باسانن، لاعب كرة قدم فنلندي.
- 1983 - هيا عبد السلام، ممثلة كويتية.
- 1992 - إبراهيم لطف الله، حارس مرمى كرة قدم بحريني.
- 1994 - أشرف بن شرقي، لاعب كرة قدم مغربي.
- 1995 - علا ياسين، ممثلة أردنية.

## وفيات
- 768 - الملك بيبين القصير، ملك الفرنجة.
- 1154 - فضل بن حسن الطبرسي عالم شيعي إثنی عشري في القرن السادس للهجرة صاحب تفسير مجمع البيان.
- 1180 - الإمبراطور مانويل الأول كومنينوس، إمبراطور الإمبراطورية البيزنطية.
- 1494 - أنجلو بوليزيانو، كاتب مسرحي وشاعر إيطالي.
- 1834 - الإمبراطور بيدرو الأول، إمبراطور إمبراطورية البرازيل وملك البرتغال.
- 1904 - نيلس فينسن، طبيب دنماركي حاصل على جائزة نوبل في الطب عام 1903.
- 1949 - محمد حسن الدكسن، شاعر عراقي.
- 1997 - محمد سلمان، ممثل ومخرج لبناني.
- 2003 - إدوارد سعيد، كاتب وناقد وأكاديمي أمريكي من أصل فلسطيني.
- 2004 - فرانسواز ساغان، أديبة فرنسية.
- 2007 -
  - حيدر عبد الشافي، طبيب وسياسي فلسطيني وكبير المفاوضين الفلسطينيين السابق.
  - هيروشي أوساكا، رسام أنمي ياباني.
- 2010 - غينادي ياناييف، سياسي روسي.
- 2019 - محمد سعيد الطنطاوي، فيزيائي أديب ومؤرخ وباحث ونسابة وداعية إسلامي سوري.
- 2022 - ذياب مشهور، فنان ومطرب سوري.

## أعياد ومناسبات
- عيد الجمهورية في ترينيداد وتوباغو.
- عيد الاستقلال في كاليدونيا الجديدة.
- عيد التراث في جنوب أفريقيا.

## وصلات خارجية
- وكالة الأنباء القطريَّة: حدث في مثل هذا اليوم.
- النيويورك تايمز: حدث في مثل هذا اليوم.
- BBC: حدث في مثل هذا اليوم.